# Porta Pia

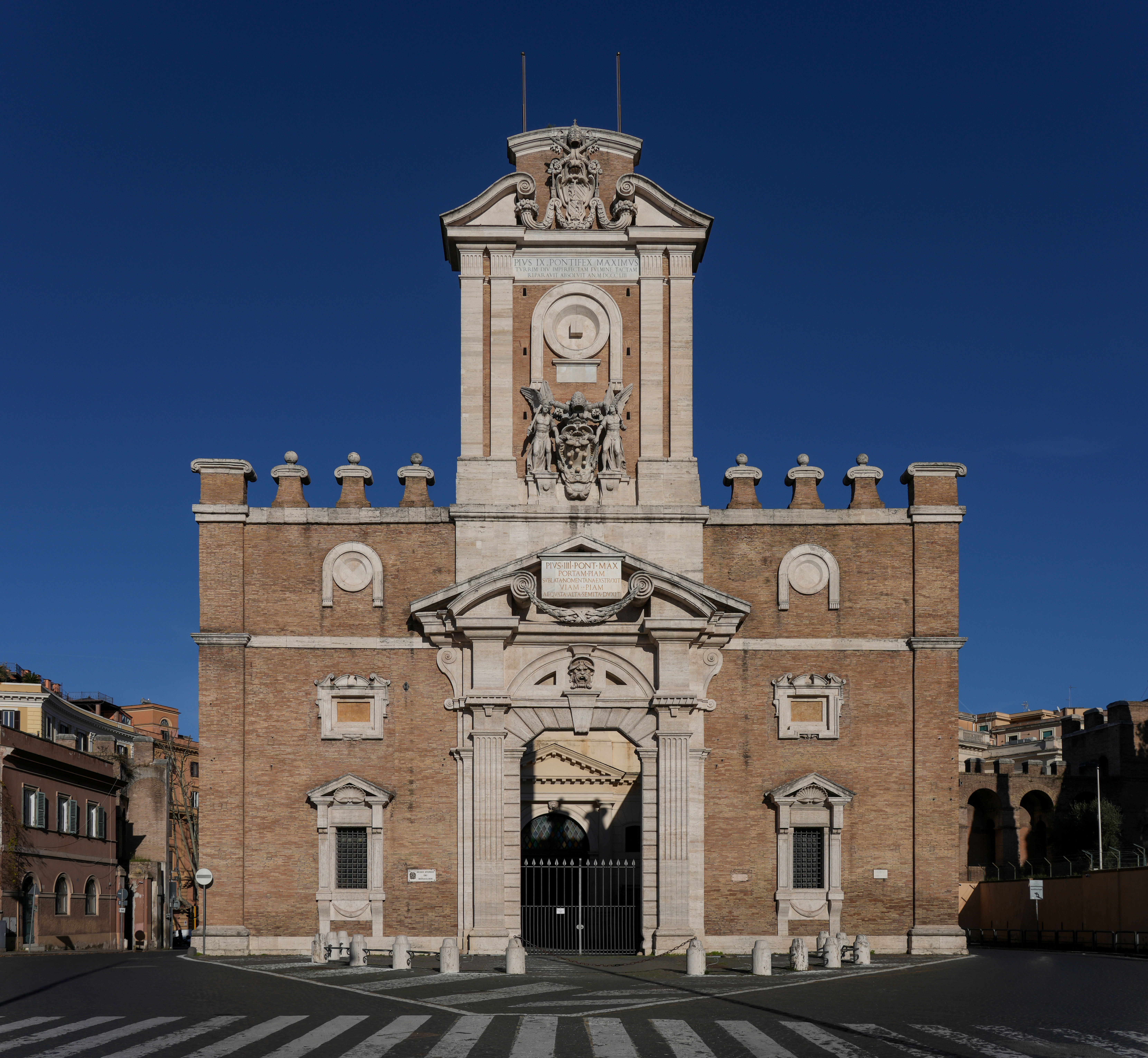
Fassade der Porta Pia

Porta Pia ist ein Tor in der Aurelianischen Mauer in Rom an der Via XX Settembre.

## Geschichte
Das ehemalige Stadttor wurde benannt nach dem Auftraggeber Papst Pius IV. Es wurde zwischen 1561 und 1565 nach Plänen von Michelangelo erbaut (nach dessen Tod durch Giacomo del Duca vollendet), als Ersatz für die einige hundert Meter südwärts gelegene Porta Nomentana, die zur selben Zeit geschlossen wurde. 1575 wurde aufgrund des hohen Verkehrsaufkommens ein zweiter Torbogen hinzugefügt.
Über dem Portal auf der stadtzugewandten Seite befindet sich folgende Inschrift:
```
   PIVS IV PONT MAX
   PORTAM PIAM
   SVBLATA NOMENTANA EXTRVXIT
   VIAM PIAM AEQVATA ALTA SEMITA DVXIT
```

Über dem Portal auf der stadtabgewandten Seite befindet sich seit 1855 folgende Inschrift:
```
   HIEROMARTYRIBVS MAGNIS ALEXANDRO PONT MAX AGNETI VIRG
   QVORVM TROPAEIS VIA NOMENTANA NOBILITATVR
   PIVS IX PONTIFEX MAXIMVS ANNO SACRI PRINC XXIII
   PORTAM PIAM NOVIS OPERIBVS COMMVNITAM EXORNATAM DEDICAVIT
   DECESSORI INVICTO SOSPITATRICI SVAE
   IOSEPHO FERRARIO ANTISTITE VRBANO PRAEFECTO AERARI
```

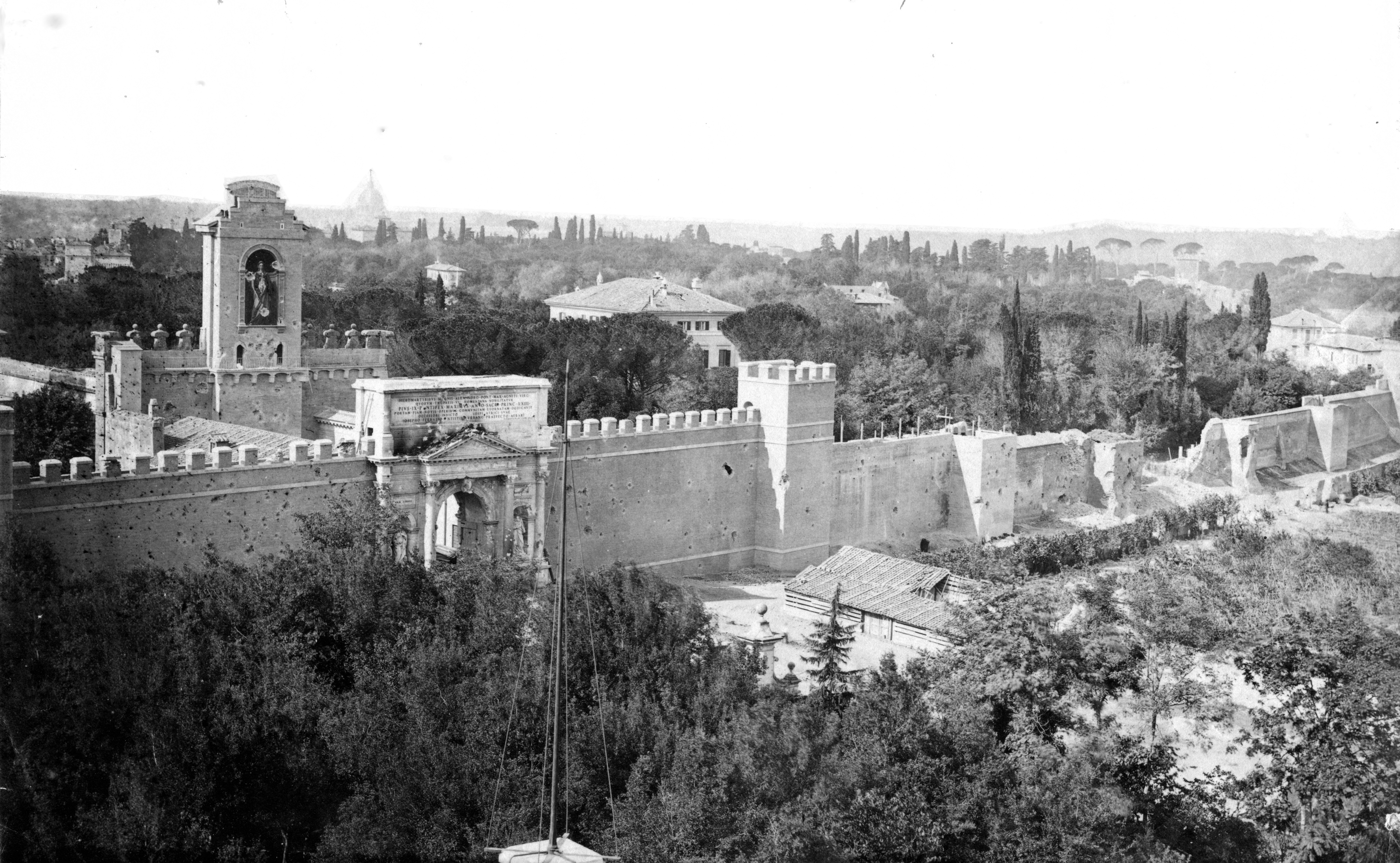
Von der italienischen Artillerie geschlagene Bresche in der Stadtmauer nördlich der Porta Pia am 20. September 1870. Zeitgenössische Fotografie.

Einige Meter nordwestlich des Tores durchbrachen die Bersaglieri am 20. September 1870 die Mauer, marschierten in Rom ein und vollendeten damit unter Verletzung der französisch-italienischen Septemberkonvention die Einigung Italiens. An dieser Stelle (italienisch Breccia di Porta Pia [Karte]) befindet sich eine Gedenkstätte. Vor der Porta Pia steht ein monumentales Denkmal eines Bersagliere. Das Historische Museum der Bersaglieri befindet sich daher heute in Nebenräumen des Stadttors.
An der Porta Pia warf der antifaschistische Aktivist Gino Lucetti am 11. September 1926 eine Bombe auf das Auto, in dem Benito Mussolini saß, verfehlte jedoch sein Ziel.